# Wanikua
Los Wanikua son un pueblo indígena venezolano viven en el Estado Amazonas, y habitan las inmediaciones del río Casiquiare y del río Negro. A día de hoy son 2815 miembros.

## Forma de vida
Su economía se basa en la agricultura, la recolección, la caza y la pesca. En el ámbito agrícola, los hombres se encargan primero de buscar un terreno adecuado y preparar el conuco. Luego, las mujeres asumen la responsabilidad de la siembra, tomando en cuenta las épocas del año y las fases de la Luna.

## Lengua
La lengua de los Wanikua es una variedad lingüística de la lengua de los Arawako. Además hablan español que fue introducido misioneros católicos que es utilizado normalmente para intercambios comerciales con los criollos.